# Cole Krech-Watene
Cole Krech-Watene es un deportista neozelandés que compite en taekwondo. Ganó una medalla de plata en el Campeonato de Oceanía de Taekwondo de 2019 en la categoría de –54 kg.

## Palmarés internacional
| Campeonato de Oceanía | Campeonato de Oceanía | Campeonato de Oceanía | Campeonato de Oceanía |
| Año                   | Lugar                 | Medalla               | Categoría             |
| --------------------- | --------------------- | --------------------- | --------------------- |
| 2019                  | Apia (Samoa)          | Medalla de plata      | –54 kg                |